# Пјани дела Руђиноза (Фиренца)
Пјани дела Руђиноза је насеље у Италији у округу Фиренца, региону Тоскана.
Према процени из 2011. у насељу је живело 5 становника. Насеље се налази на надморској висини од 118 м.